# أوفيستيل

في كوريا الجنوبية، الـ أوفيستل (بالكورية: 오피스텔)‏، لفظ منحوت لكلمة 'مكتب'(office) و 'فندق' (hotel)، هو مبنى متعدد الاستعمالات مع الوحدات السكنية والتجارية. هذا هو نوع من شقق الاستوديو أو الشقق الصغيرة.

## الميزات
شقق الاوفيستيل عادةً تكون بحجم 50 إلى 100 متر مربع. معظم المساحات الاوفيستيل السكنية هي شقة استوديو مع حمام ومطبخ ومنطقة سرير. المفروشات الأساسية تدرج عادةً مع إيجار الاوفيستيل. إنه من الغير القانوني حالياً أن يكون هناك إلى حوض اوندول أو نظام تدفئة الشرفة في اوفيستيل.

## التاريخ
أول اوفيستيل بنيّ في منطقة مابو في سول قبل من قِبل شركة كوريا التطويرية في عام 1985. بعد ذلك، أرتفع الطلب، لذلك شركات البناء والشركات السنكية شاركوا في تزايد الاتجاه نحو بناء اوفيستيل.